# Canton de Crécy-en-Ponthieu
Le canton de Crécy-en-Ponthieu est un ancien canton français situé dans le département de la Somme et la région Picardie.

## Géographie
Ce canton était organisé autour de Crécy-en-Ponthieu dans l'arrondissement d'Abbeville. Son altitude variait de 7 m (Dominois) à 142 m (Domléger-Longvillers) pour une altitude moyenne de 61 m.

## Histoire
- De 1833 à 1848, les cantons de Crécy et de Rue avaient le même conseiller général. Le nombre de conseillers généraux était limité à 30 par département.

## Administration

### Conseillers généraux de 1833 à 2015
| Période | Période                   | Identité                             | Étiquette                | Qualité                                                                                  |
| ------- | ------------------------- | ------------------------------------ | ------------------------ | ---------------------------------------------------------------------------------------- |
| 1833    | 1846 (démission)          | Jean-Baptiste Dupuis                 |                          | Propriétaire - Maire de Gueschart                                                        |
| 1846    | 1852                      | Amédée Delegorgue                    |                          | Avocat - Maire d'Abbeville (1848-1852)                                                   |
| 1852    | 1882                      | Jean-Charles Lévesque de Neuvillette | Droite                   | Propriétaire - Maire de Ligescourt                                                       |
| 1883    | 1895                      | Jules Sagebien                       | Républicain              | Ingénieur civil et architecte Propriétaire à Boufflers                                   |
| 1895    | 1910 (décès)              | Émile Coache                         | Républicain NI           | Topographe Député (1895-1910)                                                            |
| 1910    | 1919                      | Louis Démétrius Sagebien             | RG                       | Ancien Préfet Propriétaire à Boufflers                                                   |
| 1919    | 1925                      | Joseph Thuillier                     | RG                       | Agriculteur Maire de Crécy-en-Ponthieu                                                   |
| 1925    | 1937 (démission d'office) | Jean Coache                          | URD-RG                   | Industriel à Gennes-Ivergny (Pas-de-Calais) Député (1932-1936)                           |
| 1938    | 1940                      | Émile Lœuillet                       | RG                       | Agriculteur Adjoint au Maire de Conteville Président des Mutilés de Guerre               |
|         |                           |                                      |                          |                                                                                          |
| 1945    | 1964                      | Hélène Lœuillet                      | SFIO                     | Directrice de la Coopérative agricole de Conteville Conseillère municipale de Conteville |
| 1964    | 1978 (décès)              | André Delannoy                       | UNR puis UDR             | Agriculteur Maire de Gueschart (1945-1977)                                               |
| 1978    | 1982                      | Charles Ponchel                      | PS                       | Agent des PTT Maire de Crécy-en-Ponthieu (1971-1989)                                     |
| 1982    | 2015                      | Régis Lécuyer                        | DVD puis UDF puis NC-UDI | Notaire Maire de Crécy-en-Ponthieu Président de la Communauté de communes Authie-Maye    |

### Conseillers d'arrondissement (de 1833 à 1940)
| Période                                  | Période      | Identité                                     | Étiquette           | Qualité |
| ---------------------------------------- | ------------ | -------------------------------------------- | ------------------- | --- |
| 1833                                     | 1839         | Charles Amédée de Cormette (1787-1860)       |                     | Ancien militaire, maire de Boufflers                                                                        |
| 1839                                     | 1845         | Jean François Chrisostome Lamory (1794-1863) |                     | Propriétaire, adjoint au maire de Gueschart                                                                 |
| 1845                                     | 1848         | Paul Alexis Capet (1807-1856)                |                     | Propriétaire, maire de Crécy                                                                                |
|                                          |              |                                              |                     | |
| 1898                                     | 1929 (décès) | Albert Padieu (1866-1929)                    | RG                  | Minotier, propriétaire agriculteur, maire de Dompierre-sur-Authie                                           |
| 5 janvier 1930                           | 1940         | Édouard Lhomme                               | Républicain radical | Propriétaire agriculteur, maire du Boisle                                                                   |
| 1940                                     |              |                                              |                     | Les conseils d'arrondissement ont été suspendus par la loi du 12 octobre 1940 et n'ont jamais été réactivés |
| Les données manquantes sont à compléter. |              |                                              |                     | |

## Composition
Le canton de Crécy-en-Ponthieu regroupait 21 communes et comptait 5 873 habitants (recensement de 1999 sans doubles comptes).
| Communes             | Population (2012) | Code postal | Code Insee |
| -------------------- | ----------------- | ----------- | ---------- |
| Le Boisle            | 426               | 80150       | 80109      |
| Boufflers            | 129               | 80150       | 80118      |
| Brailly-Cornehotte   | 240               | 80150       | 80133      |
| Conteville           | 172               | 80370       | 80208      |
| Crécy-en-Ponthieu    | 1 577             | 80150       | 80222      |
| Dominois             | 141               | 80120       | 80244      |
| Domléger-Longvillers | 267               | 80370       | 80245      |
| Dompierre-sur-Authie | 404               | 80150       | 80248      |
| Estrées-lès-Crécy    | 362               | 80150       | 80290      |
| Fontaine-sur-Maye    | 129               | 80150       | 80327      |
| Froyelles            | 66                | 80150       | 80371      |
| Gueschart            | 324               | 80150       | 80396      |
| Hiermont             | 167               | 80370       | 80440      |
| Ligescourt           | 194               | 80150       | 80477      |
| Maison-Ponthieu      | 278               | 80150       | 80501      |
| Neuilly-le-Dien      | 110               | 80150       | 80589      |
| Noyelles-en-Chaussée | 248               | 80150       | 80599      |
| Ponches-Estruval     | 125               | 80150       | 80631      |
| Vitz-sur-Authie      | 127               | 80150       | 80810      |
| Yvrench              | 249               | 80150       | 80832      |
| Yvrencheux           | 138               | 80150       | 80833      |

## Démographie
| 1962  | 1968  | 1975  | 1982  | 1990  | 1999  | 2009 |
| ----- | ----- | ----- | ----- | ----- | ----- | ---- |
| 6 881 | 7 282 | 6 711 | 6 307 | 5 939 | 5 873 | -    |